# Distrito Histórico de Freeman Plat
El Distrito Histórico de Freeman Plat es un distrito histórico residencial en el lado este de  la ciudad Providence, la capital del estado de Rhode Island (Estados Unidos). 

## Descripción e historia
El distrito es un ejemplo bien conservado de un área residencial planificada de principios del siglo XX, que abarca unas 20 ha. Está delimitado aproximadamente por Sessions Street, Morris Avenue, Laurel Avenue y Wayland Avenue, y consiste en una red de caminos sinuosos generosamente ajardinados, establecidos en consulta con la firma de diseño Olmsted Brothers. Las casas construidas son generalmente de alta calidad, muchas de ellas diseñadas por arquitectos, con estilos de renacimiento arquitectónicamente diversos populares en ese momento. El área fue desarrollada entre 1916 y 1929 por John Freeman, propietario de una finca en el área, y buscó una manera de desarrollar el tramo en gran parte pantanoso.
El distrito fue incluido en el Registro Nacional de Lugares Históricos en 1995.